# Dylan De Belder
Dylan De Belder (3 aprile 1992) è un calciatore belga, attaccante del Mons.

## Caratteristiche tecniche
È una seconda punta.

## Carriera

### Club
Cresciuto nelle giovanili del Mons, ha esordito in prima squadra l'8 febbraio 2012 in occasione del match di Coupe de Belgique pareggiato 2-2 contro il Kortrijk.

### Nazionale
Ha giocato nelle nazionali giovanili belghe Under-19, Under-20 ed Under-21.

## Statistiche

### Presenze e reti nei club
Statistiche aggiornate al 2 agosto 2018.
| Stagione        | Squadra          | Campionato      | Campionato | Campionato | Coppe nazionali | Coppe nazionali | Coppe nazionali | Coppe continentali | Coppe continentali | Coppe continentali | Altre coppe | Altre coppe | Altre coppe | Totale | Totale | Totale |
| Stagione        | Squadra          | Comp            | Pres       | Reti       | Comp            | Pres            | Reti            | Comp               | Pres               | Reti               | Comp        | Pres        | Reti        | Pres   | Reti   |        |
| --------------- | ---------------- | --------------- | ---------- | ---------- | --------------- | --------------- | --------------- | ------------------ | ------------------ | ------------------ | ----------- | ----------- | ----------- | ------ | ------ | ------ |
| 2011-2012       | Mons             | D1              | 2          | 1          | CB              | 1               | 0               |                    | -                  | -                  |             | -           | -           | 3      | 1      |        |
| 2012-2013       | Mons             | D1              | 21         | 0          | CB              | 1               | 0               |                    | -                  | -                  |             | -           | -           | 22     | 0      |        |
| 2013-2014       | Mons             | D1              | 11         | 0          | CB              | 1               | 0               |                    | -                  | -                  |             | -           | -           | 12     | 0      |        |
| 2014-gen. 2015  | Mons             | D2              | 1          | 0          | CB              | 0               | 0               |                    | -                  | -                  |             | -           | -           | 1      | 0      |        |
| Totale Mons     | Totale Mons      | Totale Mons     | 35         | 1          |                 | 3               | 0               |                    | -                  | -                  |             | -           | -           | 38     | 1      |        |
| gen.-giu. 2015  | Waasland-Beveren | D1              | 3          | 0          | CB              | 0               | 0               |                    | -                  | -                  |             | -           | -           | 3      | 0      |        |
| 2015-2016       | Lommel Utd       | D2              | 28         | 18         | CB              | 1               | 0               |                    | -                  | -                  |             | -           | -           | 29     | 18     |        |
| 2016-2017       | Lierse           | D2              | 28+7       | 21+1       | CB              | 2               | 1               |                    | -                  | -                  |             | -           | -           | 37     | 23     |        |
| 2017-2018       | Cercle Bruges    | D2              | 25         | 6          | CB              | 2               | 0               |                    | -                  | -                  |             | -           | -           | 27     | 6      |        |
| Totale carriera | Totale carriera  | Totale carriera | 127        | 47         |                 | 8               | 1               |                    | -                  | -                  |             | -           | -           | 135    | 48     |        |

## Palmarès

### Individuale
- Capocannoniere della Tweede klasse: 1

2016-2017 (21 reti)